# Endri Çekiçi
Endri Çekiçi est un footballeur albanais né le 23 novembre 1996 à Pogradec. Il joue au poste de milieu de terrain à Konyaspor.

## Biographie

### En club
Formé au KS Pogradec, il joue son premier match avec en équipe première le 16 février 2013, à l'âge de 16 ans, 2 mois et 24 jours. Il entre à la (56') à la place de Vangjel Zguro lors d'un match de deuxième division albanaise contre le Besëlidhja Lezhë (victoire à domicile 1-0). Le 16 mars 2013, il débute comme titulaire contre le Naftëtari Kuçovë. Le 4 mai 2013, il marque un but à la onzième minute contre le KS Burrel. 
En 2013, il rejoint le KF Teuta Durrës. Il ne joue que quelques minutes en Ligue Europa, en entrant à la (81') contre les Moldaves de Dacia Chișinău. 
En février 2014, il s'engage avec le Dinamo Zagreb. 
En janvier 2016, il est prêté au Lokomotiva Zagreb. Il fait sa première apparition le 12 février 2016, contre le HNK Rijeka. Il marque son premier but le 13 mars 2016 contre le Dinamo Zagreb. 
En février 2019, il s'engage à l'Olimpija Ljubljana. 

### En sélection
Endri Çekiçi inscrit deux buts avec les espoirs. Il marque son premier but le 3 septembre 2015, contre Israël, lors des éliminatoires de l'Euro espoirs 2017 (score : 1-1). Son second but est inscrit le 23 mai 2016, en amical contre la République tchèque (score : 1-1). Il délivre également quatre passes décisives lors des éliminatoires du championnat d'Europe, contre la Hongrie et le Liechtenstein.
Le 4 septembre 2020, il figure pour la première fois sur le banc des remplaçants de l'équipe nationale A, mais sans entrer en jeu, lors d'une rencontre face à la Biélorussie. Ce match gagné 0-2 rentre dans le cadre de la Ligue des nations de l'UEFA.

## Palmarès
| Dinamo Zagreb - Championnat de Croatie (1) : - Champion : 2014-15. - Coupe de Croatie (1) : - Vainqueur : 2014-15. |  | Olimpija Ljubljana - Coupe de Slovénie (1) : - Vainqueur : 2018-19. |